# Le Trésor perdu du Grand Canyon
Pour plus de détails, voir Fiche technique et Distribution.
Le Trésor perdu du Grand Canyon (The Lost Treasure of the Grand Canyon) est un téléfilm canadien réalisé par Farhad Mann, diffusé aux États-Unis le 20 décembre 2008 sur Sci-Fi Channel.
Le film sort en France le 3 juillet 2012 en DVD sous le nom Dragon Fear : À la Recherche du Trésor Perdu et distribué par les studios Zylo.

## Synopsis
Le docteur Jordan, parti dans le Grand Canyon à la recherche d'un trésor aztèque, ne donne aucun signe de vie. Susan, sa fille, monte une expédition et décide de partir à sa recherche. Elle découvre bientôt, cachée au fond d'un canyon, une vallée perdue où vit un ancien clan aztèque. Vivant dans le plus grand secret, la tribu retient le père de Susan prisonnier et vénère un serpent à plumes...

## Fiche technique
- Titre : Le Trésor Perdu du Grand Canyon
- Titre original : The Lost Treasure of the Grand Canyon
- Réalisation : Farhad Mann
- Scénario : Clay Carmouche
- Directeur de la photographie : Adam Sliwinski
- Montage : Nicole Ratcliffe
- Musique : Michael Neilson
- Production : Harvey Kahn
- Distribution : Anchor Bay Entertainment
- Budget : 15 000 000 $
- Pays de production :  Canada
- Langue : Anglais
- Genre : Aventure/Fantastique/Horreur
- Durée : 88 minutes
- Date de sortie : 
  - États-Unis : 20 décembre 2008

## Distribution
- Michael Shanks (VF : Laurent Vernin) : Jacob Thain
- Shannen Doherty (VF : Colette Sodoyez) : Susan Jordan
- J. R. Bourne (VF : Mathieu Moreau) : Marco Langford
- Toby Berner (VF : Jean-Paul Clerbois) : Steward Dunbar
- Heather Doerksen (VF : Monika Lawinska) : Hildy Wainwright
- Duncan Fraser (VF : Jean-Paul Landresse) : Dr Samuel Jordan
- Peter New (en) (VF : Xavier Percy) : Isaac Preston
- Alan C. Peterson (VF : Patrick Descamps) : Dr Gilmore
- Rob McConachie : Dr Wilson
- Luis Javier (VF : Peppino Capotondi) : Hugo San Martin
- Peter Kent : Javier Bordellos